# Armorial des communes de la province du Brabant wallon
- il comporte peu ou pas de sources.
- il reste des blasons à dessiner dans cet armorial.
- certaines figures sont encore dans un format bitmap et doivent être vectorisées.

Cette page donne les armoiries (figures et blasonnements) des communes de la Province du Brabant wallon.
- Haut – A
- B
- C
- D
- E
- F
- G
- H
- I
- J
- K
- L
- M
- N
- O
- P
- Q
- R
- S
- T
- U
- V
- W
- X
- Y
- Z

## B
| Blason de Beauvechain | Blason  | D'or palissé en fasce de deux pièces de gueules, senestré de sable à une crosse abbatiale d'or le crosseron tourné à senestre |
| Blason de Beauvechain | Détails | Le statut officiel du blason reste à déterminer.                                                                              |

| Blason de Braine-l'Alleud | Blason  | D'or à quatorze burèles d'azur, trois lionceaux du champ brochant sur le tout. |
| Blason de Braine-l'Alleud | Détails | Le statut officiel du blason reste à déterminer.                               |

| Blason de Braine-le-Château | Blason  | Écartelé, aux 1 et 4 d'or à trois huchets de gueules virolés d'argent, aux 2 et 3 d'argent à deux chevrons de sable. |
| Blason de Braine-le-Château | Détails | Le statut officiel du blason reste à déterminer.                                                                     |

## C
| Blason de Chastre | Blason  | Deux écus accolés: à dextre: d'argent à cinq losanges de gueules, accolées et aboutées en croix; à senestre: d'azur semé de billettes d'argent, à la bande d'or brochant sur le tout. |
| Blason de Chastre | Détails | Le statut officiel du blason reste à déterminer. |

| Blason de Chaumont-Gistoux | Blason  | De gueules au lion à la queue fourchée et passée en sautoir d'argent, armé, lampassé et couronné d'or; à une cotice de sable brochant sur le tout. |
| Blason de Chaumont-Gistoux | Détails | Le statut officiel du blason reste à déterminer.                                                                                                   |

| Blason de Court-Saint-Étienne | Blason  | Écartelé au premier d'argent à un mont de sinople, au deuxième d'or à un saint-Étienne de carnation vêtu d'azur et auréolé du champ, au troisième aussi d'argent à un arbre de sinople terrassé du même, au quatrième de sable à une roue dentée d'or. |
| Blason de Court-Saint-Étienne | Détails | Le statut officiel du blason reste à déterminer. |

## G
| Blason de Genappe | Blason  | D'azur au château ouvert à trois tours d'or, accosté de deux fleurs de lis du même. |
| Blason de Genappe | Détails | Le statut officiel du blason reste à déterminer.                                    |

| Blason de Grez-Doiceau | Blason  | De gueules au chevalier armé de toutes pièces, monté et galopant à senestre, d’argent. |
| Blason de Grez-Doiceau | Détails | Le statut officiel du blason reste à déterminer.                                       |

## H
| Blason de Hélécine | Blason  | D'argent à trois étriers de gueules liés d'or, au franc-quartier de gueules à la bande d'argent. |
| Blason de Hélécine | Détails | Le statut officiel du blason reste à déterminer.                                                 |

| Blason de La Hulpe | Blason  | De sinople à trois croissants d'argent, l'écu accosté d'un Saint-Nicolas bénissant trois enfants dans un cuvier, le tout d'argent. |
| Blason de La Hulpe | Détails | Le statut officiel du blason reste à déterminer.                                                                                   |

## I
| Blason de Incourt | Blason  | De sable au lion contourné d'or, armé et lampassé de gueules, tenant entre ses pattes une clef d'argent posée en pal, le panneton en haut et contourné, le tout accompagné à senestre d'un flanchis du même. |
| Blason de Incourt | Détails | Le statut officiel du blason reste à déterminer. |

| Blason de Ittre | Blason  | Parti, au 1 de gueules au chevron d'or, au 2 de sinople au lion d'argent, armé, lampassé et couronné d'or, à une pointe retraite d'argent brochante sur la partition et chargée d'une clé de sable posée en pal, le paneton évidé en losange et tourné à senestre. |
| Blason de Ittre | Détails | Le statut officiel du blason reste à déterminer. |

## J
| Blason de Jodoigne | Blason  | D'argent au lion de sable armé et lampassé de gueules, accompagné en chef de deux tourelles du mesme. |
| Blason de Jodoigne | Détails | Le statut officiel du blason reste à déterminer.                                                      |

## L
| Blason de Lasne | Blason  | Parti, au 1 d'azur à la crosse d'abbé d'argent accompagnée de sept étoiles d'or, une en chef, trois à dextre et trois à senstre, au 2 d'argent à trois coquilles de sable. |
| Blason de Lasne | Détails | Le statut officiel du blason reste à déterminer. |

## M
| Blason de Mont-Saint-Guibert | Blason  | De sinople à la fasce d'or accompagnée en chef à dextre d'une étoile à six rais du même, l'écu posé devant un Saint Guibert aureolé, vêtu de l'habit de chaur de l'ordre de Saint Benoit tenant de la dextre un fouet aux quatre lanières retombant en pal et de la senestre l'écu, posé sur une terrasse avec déposés sur celle-ci à senestre une épée placée en fasce la pointe à dextre avec les gantelets passés en sautoir, le tout d'or. |
| Blason de Mont-Saint-Guibert | Détails | Le statut officiel du blason reste à déterminer. |

## N
| Blason de Nivelles | Blason  | D'argent à la crosse de gueules, chargé sur le tout d'un écusson de sable au lion d'or armé et lampassé de gueules (qui est de Brabant). |
| Blason de Nivelles | Détails | Délibération communale du 24 janvier 1977 Arrêté royal du 9 mars 1979 .                                                                  |

## O
| Blason de Orp-Jauche | Blason  | Parti, I. d'azur au lion d'or accompagné de trois étoiles à six rais du même, II. de gueules à la fasce d'or. |
| Blason de Orp-Jauche | Détails | Le statut officiel du blason reste à déterminer.                                                              |

| Blason de Ottignies-Louvain-la-Neuve | Blason  | Ecartelé, au 1 d'or à la fasce d'azur, au 2 d'azur à la bande d'or accompagnée de deux colombes becquées et membres de gueules, à la bordure du second cachée de huit taus du premier, au 3 d'azur à la croix d'or cantonnée de quatre coquilles du même, au 4 à trois coqs de gueules. |
| Blason de Ottignies-Louvain-la-Neuve | Détails | Délibération communale du 30 septembre 1991 Arrêté de l'Exécutif de la Communauté française du 18 décembre 1991 . |

## P
| Blason de Perwez | Blason  | D'or à trois cors de chasse de gueules enguichés et pavillonnés de sinople, virolés d'argent, posés au canton senestre du chef et surmontés d'un lambel d'azur; au franc quartier de gueules à quatorze besants d'argent 3, 4, 3 et 4. |
| Blason de Perwez | Détails | Délibération communale du 17 janvier 1977 Arrêté royal du 16 mai 1980 . |

## R
| Blason de Ramillies | Blason  | Coupé ondé, au premier de sable au lion naissant d'or, armé et lampassé de gueules, au deuxième d'argent à deux épées de gueules garnies d'or passées en sautoir. |
| Blason de Ramillies | Détails | Le statut officiel du blason reste à déterminer. |

| Blason de Rebecq | Blason  | De sable à une tour crénelée d'argent chargée en cœur d'un écusson de gueules à un R d'or. |
| Blason de Rebecq | Détails | Le statut officiel du blason reste à déterminer.                                           |

| Blason de Rixensart | Blason  | D'or à la fasce échiquetée d'argent et de gueules de trois tires, accompagnée en chef d'une épine en forme de fleur de lys de gueules, fichée dans la fasce. |
| Blason de Rixensart | Détails | Délibération communale du 15 février 1977 Arrêté royal du 1 décembre 1977 Publié au Moniteur belge du 15 février 1978                                        |

## T
| Blason de Tubize | Blason  | Parti d'or et de gueules, à une aigle éployée brochante, partie de l'un en l'autre. |
| Blason de Tubize | Détails | Le statut officiel du blason reste à déterminer.                                    |

## V
| Blason de Villers-la-Ville | Blason  | D'argent au faucon de sable, chaperonné de gueules, membré et grilleté d'or, perché sur un rameau feuillu de sinople posé en pointe et empiétant son chaperon d'une patte. |
| Blason de Villers-la-Ville | Détails | Utilisé par la commune après la fusion des communes, le blason n'a pas été reconnu par une autorité supérieure.                                                            |

## W
| Blason de Walhain | Blason  | D'argent à une croix pattée et alésée, au montant de gueules brochant sur la traverse d'azur.                      |
| Blason de Walhain | Détails | Délibération communale du 30 octobre 1979 Arrêté royal du 11 août 1981 Publié au Moniteur belge le 1 octobre 1981. |

| Blason de Waterloo | Blason  | D'argent à une pyramide tronquée de sinople sommée d'un lion passant, posé sur un piédestal, la dextre appuyée sur un boulet, le tout de sable. |
| Blason de Waterloo | Détails | Délibération communale du 4 février 1910 Arrêté royal du 3 mars 1914 Publié au Moniteur belge le 23-24 mars 1914.                               |

| Blason de Wavre | Blason  | D'argent à trois feuilles de nénuphar de sinople; l'écu sommé d'une couronne à cinq fleurons.                       |
| Blason de Wavre | Détails | Délibération communale du 24 janvier 1977 Arrêté royal du 2 février 1978 Publié au Moniteur belge le 29 avril 1978. |